# Макеллиготт, Доминик
До́миник Маке́ллиготт (англ. Dominique McElligott; род. 5 марта 1986, Дублин, Ирландия) — ирландская актриса кино и телевидения.

## Ранняя жизнь
Макеллиготт родилась 5 марта 1986 года в Ратфарнеме, Дублин, Ирландия. Училась в университетском колледже Дублина, где изучала английский язык, историю искусств и психологию.

## Карьера
Макеллиготт начала карьеру киноактрисы в возрасте 15 лет, когда её учитель из драматического кружка, отправил Макеллиготт на прослушивание для съёмок телесериале «На родной земле» где она успешно получила роль Коры Коллинс, исполняя роль в течение года.
В 2005 году исполнила главную роль в телефильме «Медицина без границ». В 2008 году исполнила роль в фильме «Тёмный этаж» и «Спутники и метеориты», а также небольшую роль в пилотном эпизоде телесериала «Быть человеком» и главную роль в сериале «Ссадина». В 2009 году появилась в научно-фантастическом фильме «Луна 2112», а также должна была сниматься в телесериале «Филантроп» однако продюсеры сочли её персонажа «не подходящим», сцены с участием актрисы были вырезаны и не попали в телеэфир. В 2010 актриса исполнила второстепенную роль в романтической комедии «Как выйти замуж за 3 дня». 2011 год стал успешным для актрисы, она исполнила главную роль в сериале «Ад на колёсах», где снималась в течение целого года, прежде чем покинула проект из-за смерти её персонажа. В том же году появилась в трагикомедии «Однажды в Ирландии» и вестерне «Блэкторн».
В 2012 году появилась в фильме «Не исчезай», а в 2013 в короткометражном фильме режиссёра Гильермо Арриаги «Бессонная ночь». В 2014 появилась в телефильме «Деньги». С 2015 года актриса начала активно снимается в различных телесериалах, так в том же году исполнила главную роль в сериале «Клуб жён астронавтов». С 2016 по 2017 года одновременно участвовала в съёмках телесериалов «Карточный домик» и «Последний магнат». В 2019 году исполнила главную роль в фильме «Два/один», а также получила роль королевы Мэйв в телесериале «Пацаны». Повторила свою роль во втором и третьем сезоне телесериала. В 2022 году актриса озвучила своего персонажа в мультсериале «Пацаны: Осатанелые».

## Фильмография
| Год       |     | Русское название         | Оригинальное название         | Роль                    |
| --------- | --- | ------------------------ | ----------------------------- | ----------------------- |
| 2001—2002 | с   | На родной земле          | On Home Ground                | Кора Коллинс            |
| 2005      | тф  | Медицина без границ      | Whiskey Echo                  | Рэйчел                  |
| 2008      | ф   | Тёмный этаж              | Dark Floors                   | Эмили                   |
| 2008      | с   | Быть человеком           | Being Human                   | Лорен                   |
| 2008      | ф   | Спутники и метеориты     | Satellites & Meteorites       | доктор Джонсон          |
| 2008      | с   | Ссадина                  | Raw                           | Ребекка Марш            |
| 2009      | ф   | Луна 2112                | Moon                          | Тесс Белл               |
| 2009      | с   | Филантроп                | The Philanthropist            | Бэлла Олазабал          |
| 2010      | ф   | Как выйти замуж за 3 дня | Leap Year                     | невеста                 |
| 2011      | ф   | Однажды в Ирландии       | The Guard                     | Айфе О’Кэррол           |
| 2011      | ф   | Блэкторн                 | Blackthorn                    | Этта Плейс              |
| 2011—2012 | с   | Ад на колёсах            | Hell on Wheels                | Лили Белл               |
| 2012      | ф   | Не исчезай               | Not Fade Away                 | Джо Дейц                |
| 2013      | кор | Бессонная ночь           | Broken Night                  | Мэри                    |
| 2014      | тф  | Деньги                   | The Money                     | Кэтрин Кастман          |
| 2015      | с   | Клуб жён астронавтов     | The Astronaut Wives Club      | Луиз Шепард             |
| 2016—2017 | с   | Карточный домик          | House of Cards                | Ханна Конуэй            |
| 2016—2017 | с   | Последний магнат         | The Last Tycoon               | Кетлин Мур              |
| 2019      | ф   | Два/один                 | Two/One                       | Марта                   |
| 2019—2022 | с   | Пацаны                   | The Boys                      | Мэгги Шоу/Королева Мэйв |
| 2022      | мс  | Пацаны: Осатанелые       | The Boys Presents: Diabolical | Мэгги Шоу/Королева Мэйв |

## Награды и номинации
| Год  | Награда                                         | Категория                                 | Номинация за    | Результат | Примечания |
| ---- | ----------------------------------------------- | ----------------------------------------- | --------------- | --------- | ---------- |
| 2017 | Премия «Ирландской академии кино и телевидения» | Лучшая женская роль второго плана — драма | Карточный домик | Номинация | [ 33 ]     |
| 2019 | Кинопремия IGN                                  | Лучший актёрский состав на телевидение    | Пацаны          | Номинация | [ 34 ]     |
| 2020 | Кинопремия IGN                                  | Лучший актёрский состав на телевидение    | Пацаны          | Номинация | [ 35 ]     |
| 2021 | Кинонаграды MTV                                 | Лучший бой                                | Пацаны          | Номинация | [ 36 ]     |